# Woodwardova–Hoffmannova pravidla

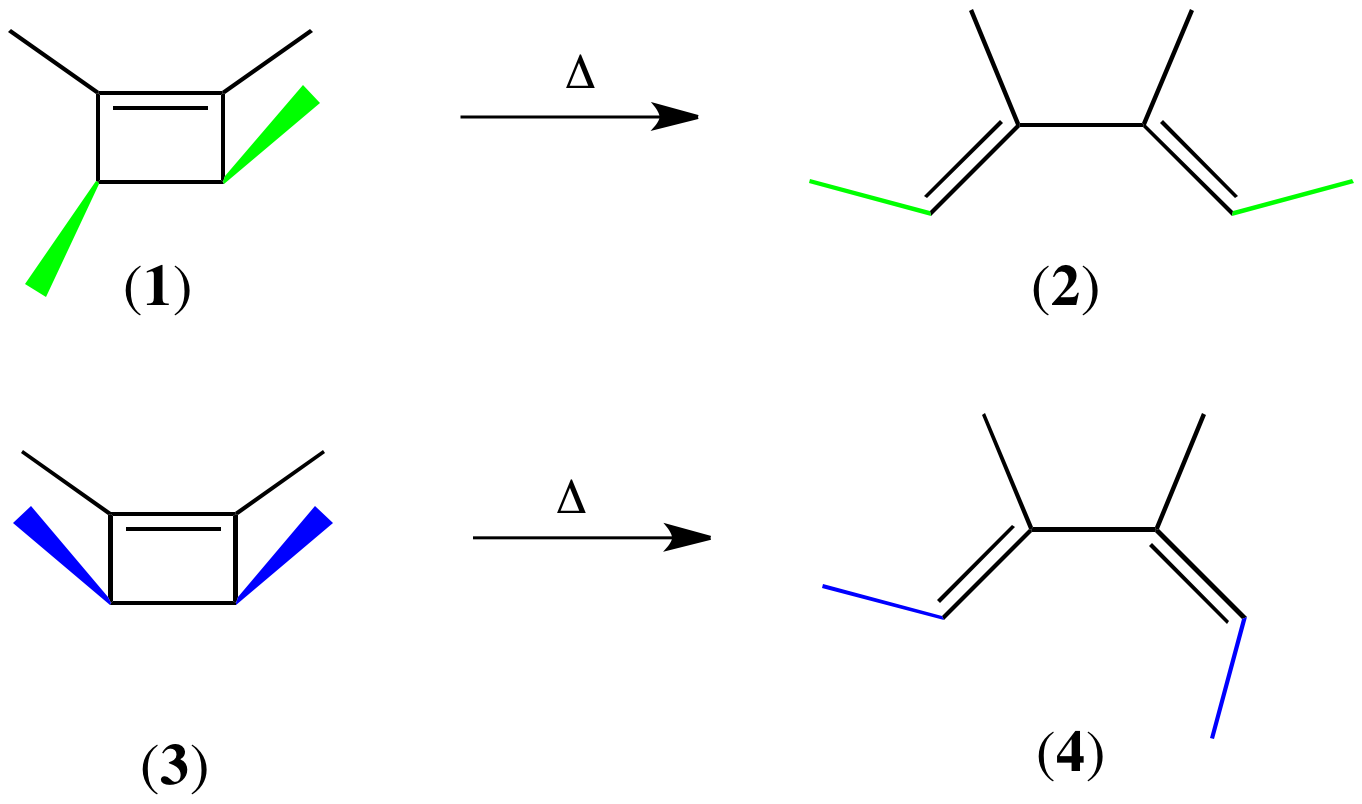
Využití Woodwardových-Hoffmannových pravidel: Termolýzou látky 1 vzniká (E,E) geometrický izomer, zatímco termolýza látky 3 vytváří (E,Z) geometrický izomer.

Woodwardova–Hoffmannova pravidla (také nazývaná pravidla pericyklického výběru) jsou skupinou pravidel používaných k předpovídání stereochemie a aktivační energie pericyklických reakcí v organické chemii; objevili je Robert Burns Woodward a Roald Hoffmann. Jsou důsledkem změn elektronové struktury, ke kterým v průběhu reakce dochází a byla odvozena od interakcí molekulových orbitalů. Lze je aplikovat na všechny druhy pericyklických reakcí, jako jsou například elektrocyklizace, cyklizace, enové, cheletropní a dyotropní reakce. Díky své jednoduchosti a obecnosti se považují za první příklad demonstrující výhody teorie molekulových orbitalů.
Woodward a Hoffmann odvodii tato pravidla zkoumáním vztahu mezi reaktanty a orbitaly produktů a identifikovali zachování orbitalové symetrie jako důležitý teoretický princip, který určuje produkty pericyklické reakce; byly použity i jiné teoretické postupy, které vedly ke stejným výsledkům. Hoffmann získal roku 1981 za vysvětlení důležitosti orbitalové symetrie v pericyklických reakcích společně s Ken’ičim Fukuiem Nobelovu cenu za chemii (Fukui vyvodil podobná pravidla z teorie hraničních molekulových orbitalů.

## Terminologie
Pericyklická reakce je organická reakce, při které vzniká jediný propojený cyklický přechodný stav, jehož geometrie umožňuje souvislý překryv orbitalů π nebo σ. Symetrií zakázaná je, pokud existuje další energetická bariéra související se symetrií, která byla vytvořena vzájemným působením elektronových konfigurací základního stavu výchozí látky a excitovaného stavu produktu nebo naopak, o symetrií povolenou reakci se jedná, pokud takové bariéry neexistují; tato označení nemusejí ukazovat, zda reakce skutečně proběhne. I když je tato energetická bariéra často velmi výrazná (energie může být až kolem 480 kJ/mol v případě zakázané [2+2] cykloadice), tak může symetrií zakázaná reakce stále proběhnout pericyklickým mechanismem, pokud jsou ostatní vlivy ve prospěch reakce. Obdobně k symetrií povolené reakci nemusí dojít, když se vyskytnou nepřekonatelné energetické překážky způsobené jinými jevy.
Woodwardova–Hoffmannova pravidla byla vytvořena roku 1965 za účelem vysvětlení stereospecifity elektrocyklických reakcí řízených teplem nebo fotochemicky. Stereochemie elektrocyklizace byla synteticky významná vzhledem k Woodwardově dlouhodobé snaze o totální syntézu vitaminu B12, pozorování učiněná během pokusů o syntézu vedla k formulaci Woodwardových–Hoffmannových pravidel. Uvedený model přeměny derivátů cyklobutenu a butadienu je pouze ilustrativní. Termolýza trans-1,2,3,4-tetramethyl-1-cyklobutenu (1) umožňuje vznik pouze jednoho geometrického izomeru, (E,E)-3,4-dimethyl-2,4-hexadienu (2), (Z,Z) a (E,Z) izomery nebyly ve směsi produktů nalezeny. Obdobně při termolýze cis-1,2,3,4-tetramethyl-1-cyklobutenu (3) vznikal pouze (E,Z) izomer (4). U obou reakcí uhlíkové atomy na koncích zanikajících vazeb σ rotují ve stejném směru.
Při fotochemické aktivaci je stereochemie jiná; když byl (E,E)-2,4-hexadien (5) vystaven světlu, tak vznikal výhradně cis-3,4-dimethyl-1-cyklobuten (6), jelikož docházelo k elektrocyklickému uzavření kruhu, které vyžaduje, aby π systém rotoval v opačných směrech a vytvořil tak vazbu σ. Termolýzou látky 6 dochází ke stejnému procesu jako u 3: elektrocyklické otevření kruhu vede k tvorbě (E,Z)-2,4-hexadienu (7), nikoliv látky 5.

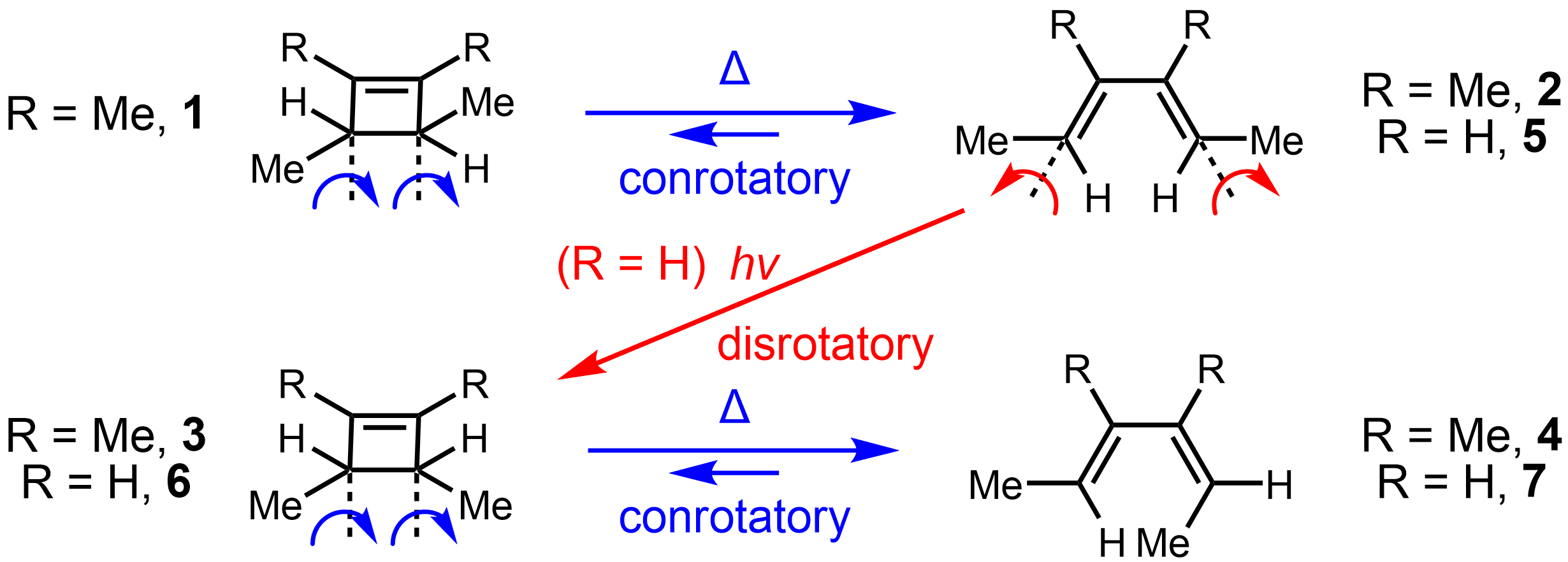
Některé tepelné a fotochemické přeměny substituovaných cyklobutenů a butadienů; konrotující skupiny jsou znázorněny modře, disrotující červeně.

Bylo zjištěno, že (4n)elektronové tepelné a (4n + 2)elektronové fotochemické elektrocyklické reakce jsou obecně konrotační, zatímco (4n)elektronové fotochemické a (4n + 2)elektronové tepelné elektrocyklické reakce jsou většinou disrotační, což bylo vysvětleno v roce 1965, kdy Woodward a Hoffmann prohlásili zachování orbitalové symetrie za hlavní princip, který ovlivňuje stereochemii elektrocyklických reakcí. Rovněž bylo zjištěno, že pro tepelně zahajované pericyklické reakce platí jedna skupina zobecněných pravidel, která závisí na elektronové hustotě a topologii orbitalových interakcí. Myšlenka orbitalové topologie byla zavedena za účelem sjednotit několik tříd pericyklických reakcí do jednoho rámce. Každá skupina sousedících atomů a odpovídajících orbitalů (nazývaná složka), která v pericyklické reakci reaguje jako jeden celek, může být buď antarafaciální (pokud jsou interagující laloky orbitalů na opačných stranách od uzlové roviny) nebo suprafaciální (pokud jsou na stejné straně). Na základě toho lze Woodwardova–Hoffmannova pravidla stručně vyjádřit takto:
Pericyklická přeměna základního stavu je symetrií povolená, pokud celkový počet (4q+2)s a (4r)a složek je lichý.
Pericyklická přeměna základního stavu je způsobena dodáním tepelné energie. U excitovaného stavu k ní dochází, pokud je reaktant excitován ultrafialovým zářením; mechanismus takové pericyklické reakce je ovšem složitější. Obvykle existuje několik způsobů excitace a u elektronově excitovaných molekul může dojít k rozpadu bez emise záření nebo k deexcitaci za vytvoření nepříznivé geometrie dříve, než může samotná reakce proběhnout. Mnoho reakcí, které vypadají jako pericyklické, tak ve skutečnosti pravděpodobně probíhá přes jednotlivé kroky za tvorby diradikálových meziproduktů. Pravidla pericyklického výběru se ovšem často obrátí, když dojde k přeměně z tepelné na fotochemickou aktivaci, což je možné vysvětlit uvažováním souvislosti mezi prvními elektronovými excitovanými stavy reaktantů a produktů. Zobecněný princip výběru u fotochemických pericyklických reakcí vypadá takto: Pericyklický děj, do kterého je zapojeno N elektronových párů a A antarafaciálních složek, často snadněji probíhá za fotochemické excitace, pokud je N + A sudé číslo. Jsou známé i pericyklické reakce s lichým počtem elektronů. S ohledem na využití zobecněného pravidla pericyklického výběru se předpokládá, že do takových reakcí je zapojen jeden elektron navíc.
V období mezi vytvořením principu zachování orbitalové symetrie v roce 1965 Woodwardem a Hoffmannem a jejich vytvořením obecného pravidla pericyklického výběru v roce 1969 Howard Zimmerman a Michael Dewar navrhli podobný koncept známý jako Möbiův-Hückelův koncept nebo jako aromatická teorie přechodného stavu za účelem vysvětlení reaktivity a selektivity pericyklických systémů, zatímco Ken’iči Fukui analyzoval pericyklické systémy s využitím teorie hraničních molekulových orbitalů. V Dewarově-Zimmermanově postupu topologie překryvu orbitalů a celkový počet elektronů v systému (4n + 2 nebo 4n) vedou k tvorbě přechodných stavů, které mohou být aromatické i antiaromatické. Z pohledu teorie aromatických přechodných stavů je možné Woodwardova–Hoffmannova pravidla přeformulovat takto: Pericyklický přechodný stav s (4n + 2) elektrony a s Hückelovou topologií nebo se 4n elektrony a s Möbiovou topologií je aromatický a povolený, zatímco pericyklický přechodný stav s (4n) elektrony a Hückelovou topologií či s (4n + 2) elektrony a Möbiovou topologií je antiaromatický a zakázaný. Fukui analyzoval interakce mezi HOMO a LUMO každého reaktantu nebo v rámci reaktantu. Děje, při kterých jsou interakce HOMO-LUMO konstruktivní jsou upřednostňovány a povolené symetrií, zatímco děje s nekonstruktivními interakcemi jsou symetrií zakázané.

## Původní podoba
Woodwardova–Hoffmannova pravidla byla původně vytvořena za účelem vysvětlit pozorovanou stereospecificitu elektrocyklických reakcí s otevíráním nebo zavíráním cyklů na koncích řetězců konjugovaných polyenů, a to jak při využití tepla nebo světla k iniciaci.
V původní práci z roku 1965 byla tato pravidla odvozena z experimentálně získaných výsledků a analýzy molekulových orbitalů:
- V antiaromatických systémech s otevřenými řetězci je orbitalová symetrie nejvyšších obsazených molekulových orbitalů taková, že při interakcích mezi jejich konci musí docházet k překryvům laloků na opačných stranách systému, což je možné pouze při konrotační reakci.
- V aromatických systémech obsahujících otevřené řetězce probíhají koncové interakce uvnitř molekul v základním stavu na stejné straně systému, k čemuž může dojít jen při disrotační reakci.
- U fotochemických reakcí dojde k excitaci elektronu v HOMO reaktantu, kvůli čemuž nastane obrácení symetrie a stereospecificity.

S těmito zásadami lze předpovídat stereospecificitu elektrocyklických uzavírání cyklů substituovaných buta-1,3-dienů, tak jak je to znázorněno níže. Buta-1,3-dien má 4 {\displaystyle \pi } elektrony v základním stavu a proto reaguje konrotačním mechanismem (z Woodwardových–Hoffmannových pravidel nevyplývají žádné informace o rovnováze pericyklických reakcí, u přeměny cyklobutenu na butadien je rovnováha výrazně posunuta doprava, zatímco při přeměně cyklohexadienu na hexatrien je značně posunutá doleva).
Elektrocyklické uzavírání kruhu substituovaných hexa-1,3,5-trienů, znázorněné na následujícím obrázku, naopak probíhá disrotačním mechanismem.
Při fotochemicky řízeném elektrocyklickém uzavírání kruhu buta-1,3-dienu způsobí vybuzení elektronu přeměnu {\displaystyle \Psi _{3}} na HOMO a reakce musí probíhat disrotatorně.
Organické reakce, které se řídí těmito pravidly jsou obecně povolené symetrií. Zpětné reakce jsou symetrií zakázané a k jejich průběhu, pokud k němu vůbec může dojít, je potřeba mnohem více energie.

## Pravidla výběru
Za použití korelačních diagramů lze odvodit pravidla výběru pro jednotlivé třídy pericyklických reakcí. S použitím označení topologie souvisí označení reakcí jako disrotačních či konrotačních. Jako antarafaciální se označují reakce, při kterých vazby vznikají nebo zanikají na opačných stranách π systému, p orbitalu nebo vazby σ, zatímco suprafaciální jsou ty, u nichž proces probíhá na stejných stranách. Suprafaciální přeměna na chirálním centru zachovává stereochemii, antarafaciální vede k její změně.

### Elektrocyklické reakce
Pravidlo výběru u elektrocyklizací je totožné s původní podobou Woodwardových–Hoffmannových pravidel; když k elektrocyklickému uzavření kruhu dojde u polyenu se 4n π elektrony, pak je konrotační za tepelných podmínek a disrotační při světelné iniciaci. U polyenu, který má 4n+2 π elektronů, je to naopak.
Tento výsledek je možné odvodit analýzou hraničních molekulových orbitalů s využitím značení laloků p orbitalů i pomocí korelačních diagramů. V prvním případě platí, že pokud má polyen v základním stavu 4n elektronů, pak vnější p orbitaly HOMO vytvářející vazbu σ mají opačná označení, kvůli čemuž je překryv efektivní pouze tehdy, když dojde ke konrotačnímu/antarafaciálnímu procesu. Má-li polyen 4n+2 π elektronů, tak vnější p orbitaly v základním stavu HOMO mají stejné značky a k efektivnímu překryvu dojde, pokud je proces disrotační/suprafaciální.

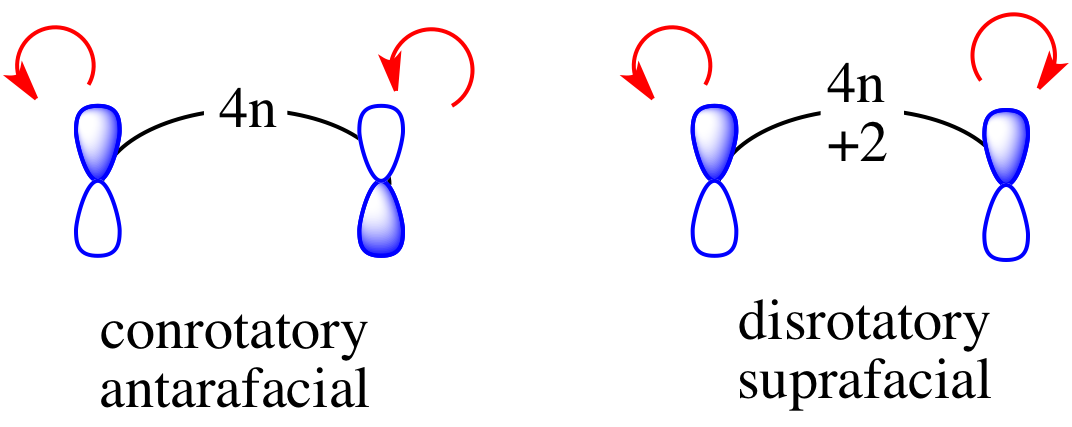
4n elektronová electrocyklická reakce vede k účinnému orbitalovému překryvu HOMO, pokud je konrotační, zatímco u 4n+2 electrocyklické reakce dojde k účinnému překryvu, pokud je proces disrotační.

Korelační diagram pro 4n elektrocyklickou reakci odpovídá diagramu čtyřelektronové elektronové cyklizace buta-1,3-dienu, zatímco korelační diagram jakékoliv 4n+2 elektronové cyklizace bude podobný diagramu šestielektronové cyklizace hexa-1,3,5-trienu.
|        | Tepelně povolený typ reakce | Fotochemicky povolený typ reakce |
| ------ | --------------------------- | -------------------------------- |
| 4n     | konrotační                  | disrotační                       |
| 4n + 2 | disrotační                  | konrotační                       |

### Sigmatropní přesmykové reakce

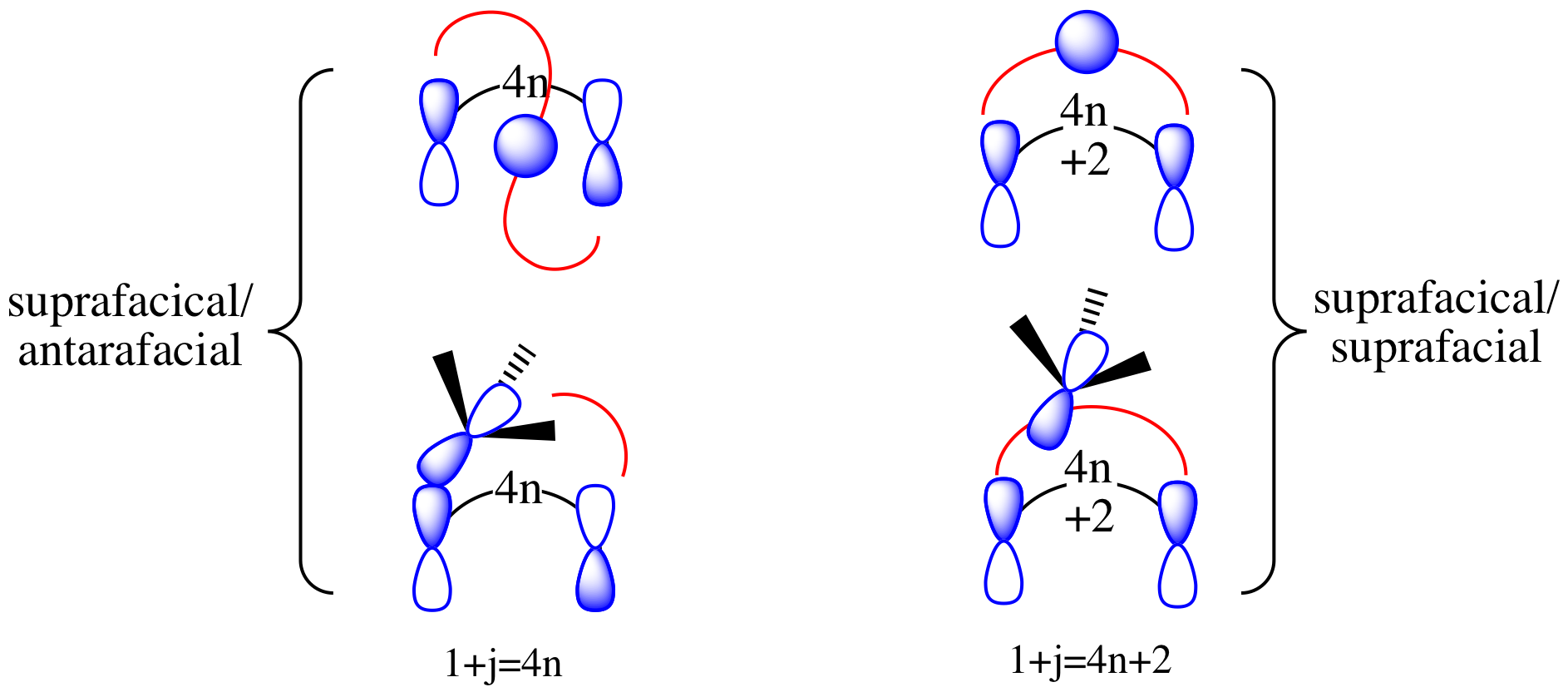
Pokud při [1,j] sigmatropním přesmyku platí 1+j = 4n, pak je tepelně povolená supra/antara reakce, pokud 1+j = 4n+2, tak je tepelně povolená reakce supra/supra nebo antara/antara.

Obecný sigmatropní přesmyk má řád [i,j], což znamená, že vazba σ, původně se nacházející mezi atomy označenými 1 a 1', sousedící s jedním nebo více π systémy, se posune mezi atomy i a j.
Analýza symetrie pomocí korelačních diagramů se při studiu sigmatropních přesmyků nepoužívá, v přechodném stavu jsou přítomné pouze prvky symetrie; s výjimkou některých zvláštních případů (jako jsou například [3,3] přesmyky) v průběhu reakce nedochází k jejich zachování. Orbitalové korelace mezi výchozími látkami a produkty je ovšem možné zkoumat; korelace orbitalů výchozích látek s vysokoenergetickými orbitaly produktů často vedou k symetricky zakázaným procesům. Využití teorie hraničních molekuloívých orbitalů nebo Dewarovy-Zimmermanovy analýzy je však vhodnější.
Pravidla výběru u [i,j] sigmatropního přesmyku jsou následující:
- Při supra/supra či antara/antara přesmyku platí, že pokud i + j = 4n + 2, tak je tepelně povolen a pokud i + j = 4n, tak je fotochemicky povolen.
- Při supra/antara [i,j] sigmatropním přesmyku platí, že pokud i + j = 4n , tak je tepelně povolen a pokud i + j = 4n+ 2, tak je fotochemicky povolen.

### Cykloadice
Obecná [p+q] cykloadice je adiční reakce dvou látek, jedné s p π elektrony a druhé s q π elektrony. Tato reakce je symetricky povolená za následujících podmínek:
- Supra/supra nebo antara/antara cykloadice je tepelně povolená, jestliže p + q = 4n + 2 a fotochemicky povolená, když p + q = 4n.

- Supra/antara cykloadice je tepelně povolená, jestliže p + q = 4n a fotochemicky povolená, když p + q = 4n + 2.

### Reakce s přesuny skupin

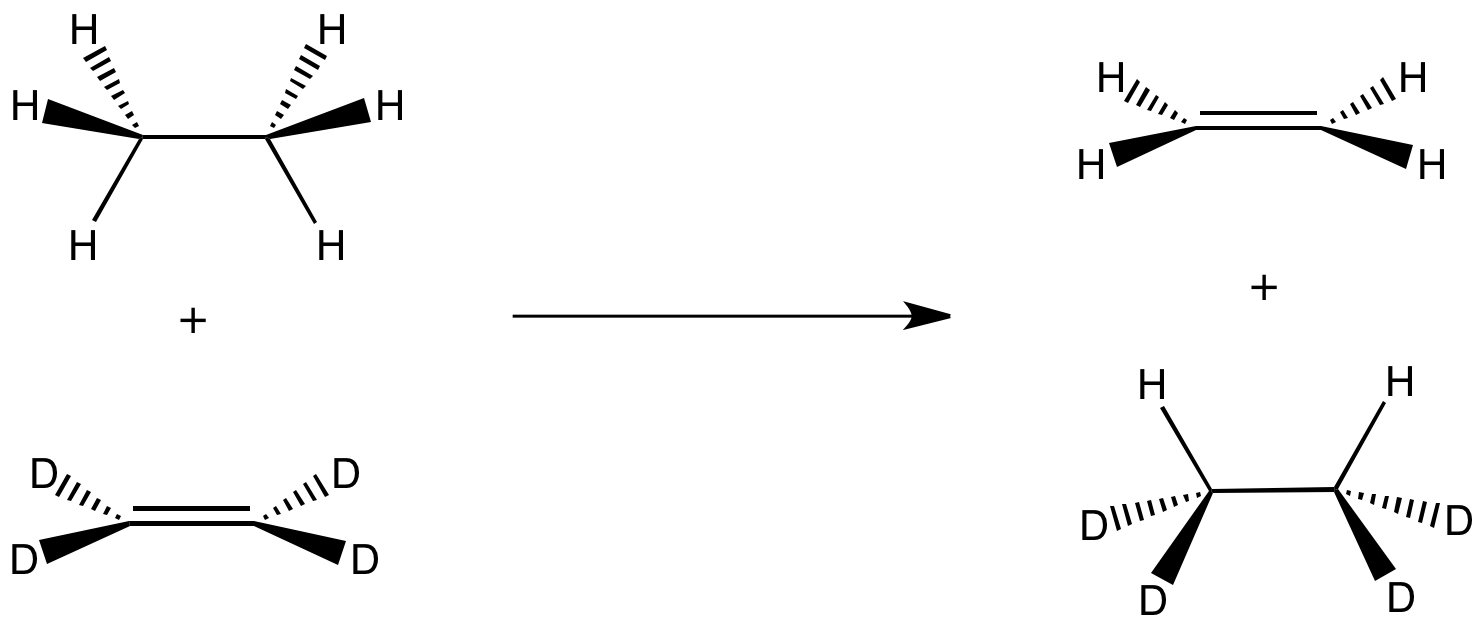
Přesun dvojice vodíkových atomů z ethanu na perdeuterioethen

Bariéry vytvořené symetrií lze analyzovat pomocí korelačních diagramů i u reakcí s přesuny skupin. Zde je použita reakce, při níž se přesouvá dvojice vodíkových atomů z ethanu na perdeuterioethen.
Jediným zachovávaným prvkem symetrie je zrcadlová rovina vedoucí přes středy molekul.

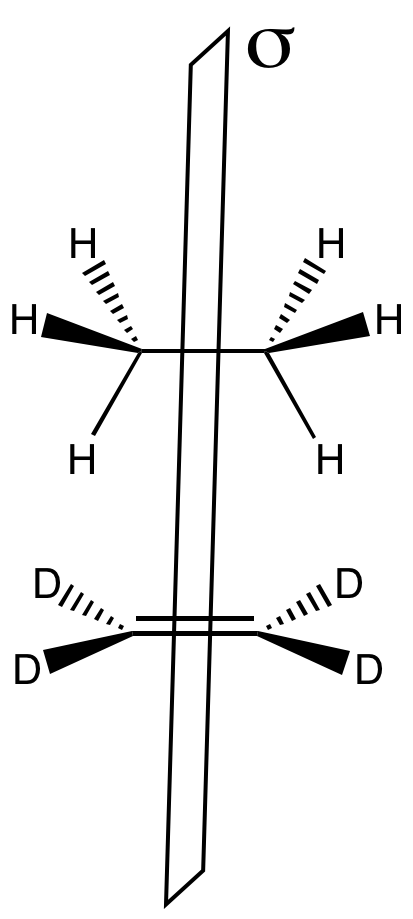
Zachování zrcadlové roviny reakce

Molekulové orbitaly systému jsou symetrickými a antisymetrickými kombinacemi σ a σ* vazeb C–H v ethanu a π a π* vazeb deuterosubstituovaného ethenu. Molekulový orbital s nejnižší energií je tak symetrickým součtem dvou σ vazeb C–H, po něm následuje antisymetrický součet (σA). Dvojici orbitalů s nejvyšší energií jsou vytvářeny lineárními kombinacemi σCH protivazebných orbitalů – největší energii má antisymetrický σ*A, za ním následuje symetrický σ*A. Uprostřed se nachází zbývající dva molekulové orbitaly πCC a π*CC ethenu.
Úplný korelační diagram molekulového orbitalu se vytváří kombinací symetrických a asymetrických molekulových orbitalů podle rostoucí energie, tak jak je znázorněno výše. Na sousedním diagramu je vidět, jak vazebné orbitaly reaktantů přesně souhlasí s vazebnými orbitaly produktů a reakce tak pravděpodobně nemá vysokou elektronovou bariéru vytvořenou symetrií.